# Diphaca discolor
Diphaca discolor là một loài thực vật có hoa trong họ Đậu. Loài này được (Vatke) Chiov. mô tả khoa học đầu tiên năm 1916.